# 아르헨티나 축구 협회
아르헨티나 축구 협회(Asociación del Fútbol Argentino)는 아르헨티나의 축구 협회로써 부에노스아이레스에 본부를 두고 있다. 협회는 아르헨티나 프리메라 디비시온과 프리메라 B 나시오날을 비롯한 아르헨티나 축구 리그 시스템 전체를 운영하고 있으며, 각급 국가대표팀과 풋살팀에 대해서도 관여하고 있다.

## 역사
아르헨티나 축구 리그(The Argentine Association Football League)는 남아메리카에서 가장 오래된, 그리고 영국을 제외하고는 세계에서 가장 오래된 축구 관련 조직 중 하나로써 1893년 설립되었다. 1903년에 아르헨티나 축구협회(Argentine Football Association)로 이름을 바꾸었고, 1912년에는 공식 명칭을 스페인어 Asociación Argentina de Football로 개칭하였다.
1912년에는 아르헨티나 축구연맹(Federación Argentina de Football, FAF)이, 1919년에는 아마추어 축구협회(Asociación Amateurs de Football, AAF)가 생겨 경쟁하기도 했지만, 1926년 다시 축구협회로 통합되었다.
1926년에는 이름을 다시 아르헨티나 아마추어 축구협회(Asociación Amateur de Argentina de Football)로 바꾸었지만, 1931년 프로리그가 출범되면서 협회 명칭은 아마추어/프로 축구협회(Asociación de Football Amateur y Profesionales)로 또 바뀌었다.
프로리그 첫 경기는 1931년 5월 31일 열렸다. 이때 출범한 출범한 아르헨티나 축구 리그(Liga Argentina de Football)는 1934년 11월 3일 아마추어/프로 축구협회와 통합하면서 현재의 아르헨티나 축구협회(Asociación de Fútbol Argentino)가 되었다.

### 2030년 FIFA 월드컵 유치
첫 FIFA 월드컵인 1930년 FIFA 월드컵에서 결승에 오른 바 있는 아르헨티나와 우루과이는 첫 FIFA 월드컵 100주년이 되는 2030년 FIFA 월드컵 공동개최를 유치하고 있으며, 많은 지지를 받고 있다.

## 같이 보기
- 아르헨티나 축구 리그 시스템
- 아르헨티나 축구 국가대표팀
- 아르헨티나 여자 축구 국가대표팀
- 1978년 FIFA 월드컵
- 1986년 FIFA 월드컵
- 2011년 코파 아메리카